# Босния и Герцеговина на зимних Олимпийских играх 1998
Босния и Герцеговина принимала участие в Зимних Олимпийских играх 1998 года в Нагано (Япония) во второй раз за свою историю, но не завоевала ни одной медали. Сборная страны состояла из 8 спортсменов (7 мужчин, 1 женщина), которые выступили в соревнованиях по горнолыжному спорту, бобслею и санному спорту.

## Результаты соревнований

### Горнолыжный спорт
Мужчины
| Соревнование      | Спортсмены        | 1 спуск | 2 спуск | Всего   | Место |
| ----------------- | ----------------- | ------- | ------- | ------- | ----- |
| Скоростной спуск  | Энис Бечирбегович |         |         | 1:53,47 | 21    |
| Супергигант       | Энис Бечирбегович |         |         | 1:37,58 | 22    |
| Гигантский слалом | Энис Бечирбегович | 1:26,15 | DNF     | DNF     | —     |

Женщины
| Соревнование      | Спортсмены   | 1 спуск | 2 спуск | Всего   | Место |
| ----------------- | ------------ | ------- | ------- | ------- | ----- |
| Супергигант       | Арияна Борас |         |         | 1:24,48 | 39    |
| Гигантский слалом | Арияна Борас | DNF     | —       | DNF     | —     |

### Бобслей
Мужчины
| Соревнование | Спортсмены                                                     | 1 заезд   | 1 заезд | 2 заезд   | 2 заезд | 3 заезд   | 3 заезд | 4 заезд   | 4 заезд | Итоговый результат | Итоговое место |
| Соревнование | Спортсмены                                                     | Результат | Место   | Результат | Место   | Результат | Место   | Результат | Место   | Итоговый результат | Итоговое место |
| ------------ | -------------------------------------------------------------- | --------- | ------- | --------- | ------- | --------- | ------- | --------- | ------- | ------------------ | -------------- |
| Двойки       | Зоран Соколович, Огнен Соколович                               | 57,36     | 38      | 56,62     | 31      | 56,32     | 29      | 56,31     | 30      | 3:46,61            | 31             |
| Четвёрки     | Зоран Соколович, Нихад Мамеледжия, Эдин Крупалия, Марио Франич | 55,26     | 26      | 55,11     | 25      | 55,30     | 25      |           |         | 2:45,67            | 25             |

### Санный спорт
Мужчины
| Соревнование | Спортсмены       | 1 заезд   | 1 заезд | 2 заезд   | 2 заезд | 3 заезд   | 3 заезд | 4 заезд   | 4 заезд | Итоговый результат | Итоговое место |
| Соревнование | Спортсмены       | Результат | Место   | Результат | Место   | Результат | Место   | Результат | Место   | Итоговый результат | Итоговое место |
| ------------ | ---------------- | --------- | ------- | --------- | ------- | --------- | ------- | --------- | ------- | ------------------ | -------------- |
| Одиночки     | Исмар Биоградлич | 51,252    | 25      | 51,170    | 25      | 51,384    | 24      | 51,363    | 24      | 3:25,169           | 23             |